# Ursula Schleicher
Ursula Schleicher (n. 15 mai 1933, Aschaffenburg, Bavaria, Reich-ul German) este un om politic german, membru al Parlamentului European în perioada 1999-2004 din partea Germaniei. 
1. ↑  basic data about the members of the Bundestag, accesat în 13 aprilie 2018
2. ↑  Ursula Schleicher, Munzinger Personen, accesat în 9 octombrie 2017
3. ↑  The International Who's Who of Women 2006[*] Verificați valoarea |titlelink= (ajutor)
4. ↑  Deputații în Parlamentul European
5. ↑  basic data about the members of the Bundestag, accesat în 28 decembrie 2018